# Hambantota (Distrikt)
Koordinaten: 6° 7′ N, 81° 7′ O
Der Distrikt Hambantota (singhalesisch හම්බන්තොට දිස්ත්‍රික්කය Hambantoṭa distrikkaya; Tamil அம்பாந்தோட்டை மாவட்டம் Ampāntōṭṭai māvaṭṭam) ist ein Distrikt in der Südprovinz in Sri Lanka. Der Hauptort ist Hambantota.

## Geografie
Der Distrikt Hambantota liegt im Süden der Insel an der Küste und gehört zur Südprovinz. Nachbardistrikte sind Ratnapura und Moneragala im Norden, Ampara im Nordosten, der Indische Ozean im Süden und Matara im Westen.
Der Distrikt Hambantota hat eine Fläche von 2609 Quadratkilometern (davon 2496 Quadratkilometer Land und 113 Quadratkilometer Binnengewässer). Damit ist er flächenmäßig der zwölftgrößte Distrikt Sri Lankas.

## Bevölkerung
Nach der Volkszählung 2012 hat der Distrikt Hambantota 599.903 Einwohner. Mit 240 Einwohnern pro Quadratkilometer liegt die Bevölkerungsdichte deutlich unter dem Durchschnitt Sri Lankas (325 Einwohner pro Quadratkilometer). Von den Bewohnern waren 294.736 (49,13 %) männlichen und 305.167 (50,87 %) weiblichen Geschlechts. Die Bevölkerung ist ausgesprochen jung. Dies verdeutlicht ein Blick auf die Altersverteilung.
| Alter  | 0–9 Jahre | 10–19 Jahre | 20–29 Jahre | 30–39 Jahre | 40–49 Jahre | 50–59 Jahre | 60–79 Jahre | 80 Jahre und mehr |
| Anzahl | 108.980   | 94.621      | 91.588      | 87.453      | 75.557      | 70.790      | 61.098      | 9.816             |
| Anteil | 18,17 %   | 15,77 %     | 15,27 %     | 14,58 %     | 12,59 %     | 11,80 %     | 10,18 %     | 1,64 %            |

### Bevölkerung des Distrikts nach Volksgruppen
Beinahe die ganze Einwohnerschaft sind Singhalesen. Nur in der Division Hambantota sind mehr als zehn Prozent der Bewohner Angehörige einer ethnischen Minderheit. In allen anderen Divisionen leben fast nur Singhalesen.
| Jahr                                                    | Singhalesen1 | Singhalesen1 | Sri-Lanka-Tamilen2 | Sri-Lanka-Tamilen2 | indische Tamilen2 | indische Tamilen2 | Moors3 | Moors3 | Burgher | Burgher | Malaien | Malaien | Andere4 | Andere4 | Gesamt  | Gesamt   |
| Jahr                                                    | Zahl         | %            | Zahl               | %                  | Zahl              | %                 | Zahl   | %      | Zahl    | %       | Zahl    | %       | Zahl    | %       | Zahl    | %        |
| ------------------------------------------------------- | ------------ | ------------ | ------------------ | ------------------ | ----------------- | ----------------- | ------ | ------ | ------- | ------- | ------- | ------- | ------- | ------- | ------- | -------- |
| 1981                                                    | 412.055      | 97,10 %      | 2.500              | 0,59 %             | 284               | 0,07 %            | 4.899  | 1,15 % | 82      | 0,02 %  | 4.445   | 1,05 %  | 79      | 0,02 %  | 424.344 | 100,00 % |
| 2001                                                    | 510.965      | 97,07 %      | 1.869              | 0,36 %             | 424               | 0,08 %            | 5.646  | 1,07 % | 88      | 0,02 %  | 7.255   | 1,37 %  | 167     | 0,03 %  | 526.414 | 100,00 % |
| 2012                                                    | 582.301      | 97,07 %      | 2.105              | 0,35 %             | 120               | 0,02 %            | 6.629  | 1,11 % | 146     | 0,02 %  | 8.164   | 1,36 %  | 438     | 0,07 %  | 599.903 | 100,00 % |
| Quelle: Volkszählungen in Sri Lanka 1981, 2001 und 2012 |              |              |                    |                    |                   |                   |        |        |         |         |         |         |         |         |         |          |

1 Tiefland- und Kandy-Singhalesen zusammen2 Sri-Lanka-Tamilen und indische Tamilen separat 3 nur sri-lankische Moors4 davon 2001 21 Sri Lanka Chetties und 3 Bharathas; darunter 2012 17 Sri Lanka Cheties und 3 Bharathas 

### Bevölkerung des Distrikts nach Bekenntnissen
Fast alle singhalesischen Einwohner Hambantotas hängen dem Buddhismus an, während die Moors und Malaien sich allesamt zum Islam bekennen. Nur Viertstärkste Religion ist der Hinduismus, dem eine knappe Mehrheit (rund 55 %) der indischen und sri-lankischen Tamilen angehört. Das Christentum, dem die Burgher, eine kleine Minderheit (etwa 2000 Personen) der Singhalesen und eine starke Minderheit der Tamilen (etwa 45 % oder 1000 Menschen) angehören, ist zwar nur eine kleine Minderheitenreligion. Erwähnenswert ist das starke Wachstum der Protestanten (meist Freikirchler;1981–2012: + 872 %) und der Katholiken (1981–2012: + 110 %) trotzdem.
| Jahr                                                    | Buddhisten | Buddhisten | Hindus | Hindus | Muslime | Muslime | Katholiken | Katholiken | andere Christen | andere Christen | Andere | Andere | Gesamt  | Gesamt   |
| Jahr                                                    | Zahl       | %          | Zahl   | %      | Zahl    | %       | Zahl       | %          | Zahl            | %               | Zahl   | %      | Zahl    | %        |
| ------------------------------------------------------- | ---------- | ---------- | ------ | ------ | ------- | ------- | ---------- | ---------- | --------------- | --------------- | ------ | ------ | ------- | -------- |
| 1981                                                    | 411.919    | 97,07 %    | 2.174  | 0,51 % | 9.408   | 2,22 %  | 542        | 0,13 %     | 174             | 0,04 %          | 127    | 0,03 % | 424.344 | 100,00 % |
| 2001                                                    | 509.987    | 96,88 %    | 1.369  | 0,26 % | 13.076  | 2,48 %  | 924        | 0,18 %     | 949             | 0,18 %          | 109    | 0,02 % | 526.414 | 100,00 % |
| 2012                                                    | 580.344    | 96,74 %    | 1.222  | 0,20 % | 15.204  | 2,53 %  | 1.139      | 0,19 %     | 1.692           | 0,28 %          | 302    | 0,05 % | 599.903 | 100,00 % |
| Quelle: Volkszählungen in Sri Lanka 1981, 2001 und 2012 |            |            |        |        |         |         |            |            |                 |                 |        |        |         |          |

### Bevölkerungsentwicklung
Die Bevölkerung des Distrikts Hambantota wächst seit Jahrzehnten ständig an. Im Zeitraum von 2001 bis 2012 (den beiden letzten Volkszählungsjahren) betrug die Zunahme 73.489 Menschen. Dies ist ein Wachstum von 13,96 %. Seit 1946 hat sich die Einwohnerschaft mehr als vervierfacht (+ 301 %).
Der Distrikt war nicht Kampfgebiet des Bürgerkriegs. Deshalb ist nur ein kleiner Teil der Migranten der Gruppe der Bürgerkriegsbetroffenen zuzurechnen. Im Jahr 2012 lebten im Distrikt Hambantota Regierungsstatistiken zufolge nur 1616 Flüchtlinge und Rückkehrer. Darunter waren 1198 Flüchtlinge aus anderen Gegenden Sri Lankas und 418 Menschen wurden nach vormaliger Vertreibung wieder angesiedelt.

### Bedeutende Orte
Einzige große Orte des Distrikts sind Hambantota (2012: 23.236 Bewohner) und Tangalle (2012: 8.473 Einwohner).

## Geschichte
Wegen seiner Lage an der Südostküste traf 2004 der von einem Erdbeben ausgelöste Tsunami die Küste mit voller Wucht. Damals starben nach amtlichen Angaben im Distrikt Hambantota 2.739 Menschen. Weitere 56.135 wurden obdachlos und zogen sich teilweise Verletzungen zu.

## Wirtschaft und Infrastruktur
Mitte August 2010 wurde ein neuer Hafen mit vier Terminals in Hambantota eingeweiht. Das Projekt kostete sechs Milliarden US-Dollar und wurde mit finanzieller Unterstützung aus China gebaut.

### Lokalverwaltung
Der Vorsteher des Distrikts trägt den Titel District Secretary. Der Distrikt ist weiter in zwölf Divisionen (unter einem Division Secretary) unterteilt. Die Städte und größeren Orte haben eine eigene Verwaltung (Gemeindeparlament oder Gemeinderat). Es gibt 895 Dorfverwaltungen (Grama Niladharis) für die 2446 Dörfer im gesamten Distrikt.
| Name                | Hauptort          | Einwohner 2012 | Fläche in km² | Dichte | GN  | Dörfer |
| ------------------- | ----------------- | -------------- | ------------- | ------ | --- | ------ |
| Ambalantota         | Malpattewa        | 72.943         | 212           | 344    | 55  | 147    |
| Angunakolapelessa   | Angunakolapelessa | 48.301         | 171           | 282    | 51  | 110    |
| Beliatta            | Beliatta          | 55.992         | 105           | 533    | 71  | 192    |
| Hambantota          | Hambantota        | 57.264         | 349           | 164    | 30  | 98     |
| Katuwana            | Katuwana          | 46.772         | 108           | 433    | 56  | 87     |
| Lunugamvehera       | Lunugamvehera     | 31.559         | 289           | 109    | 36  | 68     |
| Okewela             | Okewela Junction  | 19.018         | 44            | 432    | 27  | 58     |
| Suriyawewa          | Suriyawewa        | 43.102         | 192           | 224    | 21  | 56     |
| Tangalle            | Tangalle          | 72.507         | 149           | 487    | 72  | 182    |
| Thissamaharama      | Wiravila          | 68.606         | 773           | 89     | 44  | 154    |
| Walasmulla          | Walasmulla        | 42.274         | 103           | 410    | 53  | 97     |
| Weeraketiya         | Weeraketiya       | 41.565         | 114           | 365    | 60  | 89     |
| Distrikt Hambantota | Hambantota        | 599.903        | 2.496         | 240    | 576 | 1.338  |